# Charlie Ewels
Charlie John Ewels (Bournemouth, 3 ottobre 1995) è un rugbista a 15 britannico, internazionale per l'Inghilterra, che milita come seconda linea nel Bath Rugby in English Premiership.

## Biografia
Cresciuto nelle giovanili del Bournemouth, la squadra della sua città, in cui entrò a 7 anni, passò successivamente intorno ai 14 anni all'accademia del Bath.
Con tale club debuttò tra i professionisti nell'ottobre del 2014 in Champions Cup contro Glasgow Warriors e, pur continuando a essere nell'organico delle giovanili e non in pianta stabile in prima squadra, nel prosieguo di stagione Ewels disputò 8 incontri tra Premiership, Coppa Anglo-Gallese e Champions Cup.
La stagione successiva lo vide maggiormente impiegato in prima squadra.
Già membro della nazionale inglese Under-18, nel 2014 partecipò con l'Under-20 al Sei Nazioni e al campionato mondiale di categoria, laureandosi in tale ultima competizione campione del mondo.
Nel 2015 Ewels fu capitano ancora dell'Under-20 vincitrice del Sei Nazioni e finalista nella campionato mondiale.
L'8 maggio 2016 Eddie Jones, C.T. della nazionale inglese, lo convocò per uno stage di allenamento di tre giorni.

## Palmarès
- Challenge Cup: 1
Bath: 2024-25